# Elke Wijnhoven
Elke Wijnhoven (* 3. Januar 1981 in Beers, Nordbrabant, heute Elke Wijnhoven-Schuil) ist eine ehemalige niederländische Volleyballspielerin.

## Karriere
Elke Wijnhoven begann mit dem Volleyball in ihrer Heimat bei den Vereinen Sonas Activia, De Schalmers und Micro/Electro. 2001 ging die Libera für ein Jahr nach Italien zu Vicenza Volley. Danach spielte sie beim deutschen Bundesligisten SSV Ulm 1846, mit dem sie 2003 das „Double“ gewann. In den Kategorien „Annahme“, „Abwehr“ und „Libera“ war sie 2003 und 2004 unangefochten die Nummer eins in den Ranglisten des Deutschen Volleyballs. Nach der Ulmer Insolvenz spielte Wijnhoven wieder in Italien in Forlì und in Tortolì. Als Trainer Avital Selinger 2006 die niederländische Nationalmannschaft bei Martinus Amstelveen zusammenzog, spielte Wijnhoven wieder eine Saison in ihrer Heimat und gewann hier 2007 das „Double“. Nach ihrer erneuten Rückkehr nach Italien gewann sie mit Robursport Pesaro dreimal in Folge die Italienische Meisterschaft. Hinzu kamen 2008 der Sieg im europäischen CEV-Pokal sowie 2009 der italienische Pokalsieg. 2010 beendete Elke Wijnhoven ihre aktive Karriere.
Elke Wijnhoven spielte viele Jahre für die Niederlandische Nationalmannschaft.

## Privates
Elke Wijnhoven heiratete am 6. Juni 2009 den niederländischen Volleyball- und Beachvolleyballspieler Richard Schuil. Im März 2012 wurde ihre Tochter Lisa geboren.